# Wake the Sleeping Dragon!
Wake the Sleeping Dragon! is het twaalfde studioalbum van de Amerikaanse punkband Sick of It All. Het album werd uitgegeven op 2 november 2018 door Fat Wreck Chords in de Verenigde Staten (cd en vinyl) en Canada (alleen vinyl) en door het platenlabel Century Media Records in Europa (eveneens cd en vinyl). Wake the Sleeping Dragon! is het eerste album van de band in 15 jaar tijd dat weer is uitgegeven door Fat Wreck Chords.

## Achtergrond
Het album werd aangekondigd door Sick of It All in augustus 2018. De eerste track van het album, "Inner Vision", werd dezelfde maand uitgegeven. Een tweede nummer, de titeltrack "Wake the Sleeping Dragon", werd uitgegeven in oktober dat jaar. Een officiële lyrics-video voor dit nummer werd enkele dagen later uitgegeven.
Een dag na de officiële uitgave van Wake the Sleeping Dragon! werd de videoclip van het nummer "That Crazy White Boy Shit" uitgegeven. Een videoclip voor "Self Important Shithead" werd uitgegeven in juli 2019.

## Nummers
1. "Inner Vision" - 1:54
2. "That Crazy White Boy Shit" - 2:05
3. "The Snake (Break Free)" - 1:58
4. "Bull's Anthem" - 2:02
5. "Robert Moses Was a Racist" - 1:29
6. "Self Important Shithead" - 0:58
7. "To the Wolves" - 1:40
8. "Always with Us" - 2:26
9. "Wake the Sleeping Dragon" - 2:02
10. "2+2" - 1:49
11. "Beef Between Vegans" - 2:12
12. "Hardcore Horseshoe" - 1:53
13. "Mental Furlough" - 2:17
14. "Deep State" - 1:53
15. "Bad Hombres" - 2:01
16. "Work the System" - 1:46
17. "The New Slavery" - 2:39

## Band
- Lou Koller - zang
- Pete Koller - drums
- Craig Setari - basgitaar
- Armand Majidi - gitaar